# Бакшти
Бакшти (біл. вёска Бакшты) — село в складі Мядельського району Мінської області, Білорусь. Село підпорядковане Свірській сільській раді, розташоване в північній частині області.